# Coritel
Coritel es la empresa del Grupo Accenture, especializada en servicios de desarrollo y mantenimiento de aplicaciones, desde su fundación en 1984. Su empresa matriz tiene unos 140.000 empleados a lo largo de 49 países.[cita requerida]
Facturó en España 354 millones de euros en 2007[cita requerida][actualizar] y está constituida por unos 4.500 trabajadores[cita requerida] repartidos en 9 centros: Alicante, Barcelona, Bilbao, Madrid, Málaga, Sevilla, Valencia, Vigo y Zaragoza.

## Datos de interés
- 1984 -  Se constituye Coritel como Sociedad en España y se inaugura la primera oficina en Madrid.
- 1987 -  Se establece la segunda oficina en Barcelona.
- 1989 -  Se abren las oficinas de Bilbao, Valencia y Sevilla.
- 1991 -  Premio Fomento de la Comunicación y la Imagen por la presencia de Coritel en el mercado español.
- 1992 -  Premio Empresa del Año como mejor Imagen de Industria y Comercio Internacional, y Trofeo Grand Prix Internacional.
- 1993 -  Se inaugura en Madrid la "Software Factory", el primer centro de desarrollo de software del país.
- 1994 -  Premio Computerworld por la mejor labor en I+D.
- 1996 -  Concesión de la Certificación de AENOR - ISO9001.
- 1998 -  Se inaugura el segundo centro de desarrollo de software en Málaga.
- 2003 -  Coritel supera las 3.000 personas y consigue el nivel 5 máximo de certificación en CMM, para sus centros de producción. Única empresa española registrada con esta certificación.
- 2005  -  Obtención del nivel 5 de CMMI en los centros CSDC de Madrid y Málaga

## Críticas
Ha sido varias veces multada por Inspección de Trabajo,  por contar con trabajadores con más de 80 horas extras trabajadas en menos de un año, superando así el máximo legal permitido.
A pesar de haber mantenido e incluso incrementado sus beneficios, Coritel, ha externalizado la mayoría de sus secciones técnicas a países del tercer mundo (Filipinas e India) para reducir costes.[cita requerida]
Actualmente, centros como el de Madrid, se dedican casi exclusivamente a gestionar los equipos técnicos en el extranjero con éxito limitado, debido a que se pretenden migrar también estas funciones a estos países con costes inferiores en mano de obra.[cita requerida]